# Saab 32 Lansen
De Saab 32 Lansen was een transsonische straaljager van de Zweedse vliegtuigfabrikant Saab. De naam ‘Lansen’ is Zweeds voor lans. Er werden tussen 1955 en 1960 in totaal 450 toestellen van dit type geproduceerd die alle operationeel waren bij de Zweedse luchtmacht. Er waren meerdere varianten van het vliegtuig, dat dienstdeed als grondaanvalsvliegtuig, jachtvliegtuig, verkenningsvliegtuig en later als doelsleper. Het type werd ook gebruikt voor elektronische oorlogvoering.

## Ontwikkeling
Na de Tweede Wereldoorlog had Zweden behoefte aan een nieuwe straaljager ter vervanging van verschillende propellervliegtuigen: de Saab 18, de Saab 21 en de de Havilland Mosquito. Alhoewel de Zweedse Luchtmacht rond die tijd ook al de Saab 29 Tunnan in dienst had genomen, bleef er behoefte aan een vliegtuig dat gronddoelen kon aanvallen. De Saab Tunnan was namelijk vooral bedoeld voor het bewerkstelligen van een luchtoverwicht.
Er werd een vliegtuig geëist dat vanaf een centrale locatie in staat was binnen één uur elke willekeurige plek langs Zwedens 2000 kilometer lange kustlijn te bereiken. Ook moest het vliegtuig geschikt zijn voor nachttaken en operaties bij slecht weer. Het toestel moest daarnaast gebruik kunnen maken van snelweg-noodvliegvelden en dus vanaf een relatief korte start- en landingsbaan kunnen opereren.
Met dit pakket van eisen werd in 1948 Saab benaderd waarna zij een prototype ontwierpen dat werd aangeduid als de 'P1150'. Dit vliegtuig werd gekenmerkt door een gestroomlijnde casco, sterk gepijlde vleugels (39°) en twee grote luchtinlaten bij de cockpit. Het toestel zou oorspronkelijk worden aangedreven door de Zweedse motor Dovern, maar in plaats daarvan werd er toch gekozen voor een versie van de meer bewezen Rolls-Royce Avon, die door Svenska Flygmotor onder licentie werd gebouwd. Er werden vier P1150's gebouwd waarvan de eerste op 3 november 1952 het luchtruim koos voor de allereerste proefvlucht.

## Uitvoeringen
| versie | gebouwd | omgebouwd |
| ------ | ------- | --------- |
| P1150  | 4       | -         |
| A 32A  | 284     | 3         |
| J 32B  | 118     | -         |
| S 32C  | 45      | -         |
| J 32D  | -       | 6         |
| J 32E  | -       | 14        |
| Totaal | 451     |           |

A 32A
De A 32A was bedoeld voor het aanvallen van grond- en maritieme doelen (grondaanvalsvliegtuig). Er zijn tussen 1955 en 1957 287 toestellen gebouwd. Deze werden in 1987 uit dienst genomen.
J 32B
De J 32B was de jachtvliegtuigvariant. De J 32B was oorspronkelijk bedoeld voor het opereren bij slecht weer en het uitvoeren nachttaken. Er zijn inclusief twee prototypes 120 vliegtuigen van dit type geproduceerd. De J 32B beschikte over een sterkere motor dan de A 32A. Deze motor creëerde net zoveel stuwkracht zonder naverbrander, als de A 32A met naverbrander. Deze vliegtuigen werden in 1973 vervangen door de Saab 35 Draken.
S 32C
De S 32C was een versie bedoeld voor verkenningstaken. Er zijn tussen 1958 en 1959 45 toestellen gebouwd. Dit type is tot 1978 in dienst gebleven.
J 32D
De zes J 32D's waren omgebouwde J 32B's die tot 1997 dienden als doelslepers.
J 32E
Er zijn veertien J 32B's omgebouwd voor gebruik in de elektronische oorlogvoering. De toestellen konden worden uitgerust met drie verschillende soorten stoorzenders voor het storen van L, S, C en X-banden.

## Eigenschappen en prestaties

### Algemeen

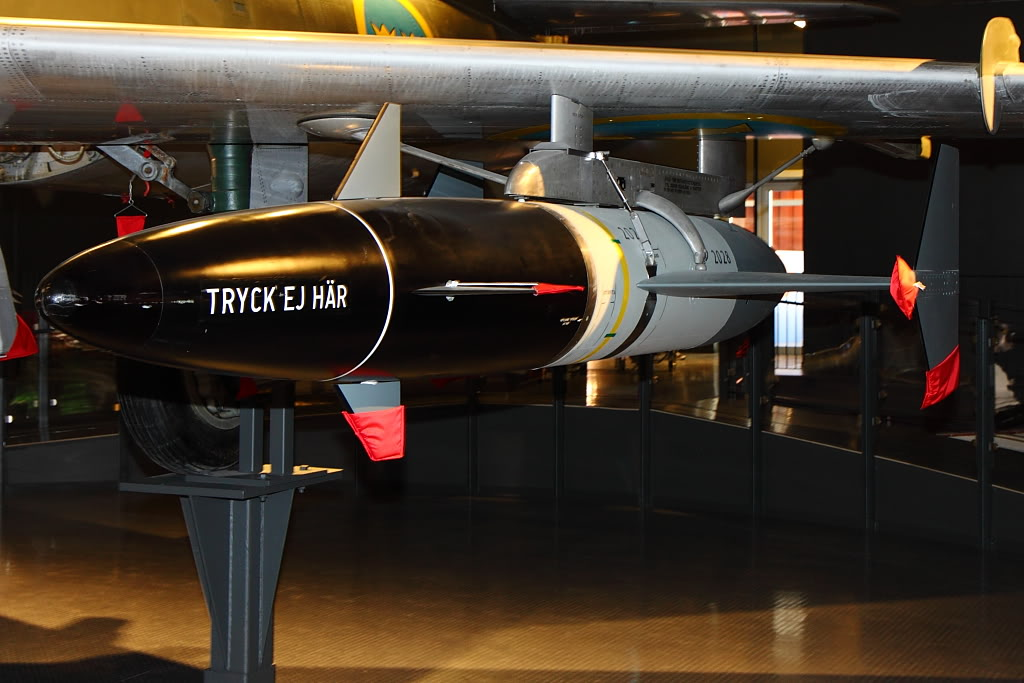
Een RB 04 antischeepsraket onder de vleugel van een A 32A

|                       | A 32A                         | J 32B / J 32D / J 32E             | S 32C                         |
| --------------------- | ----------------------------- | --------------------------------- | ----------------------------- |
| Lengte                | 14,94 m                       | 14,94 m                           | 14,94 m                       |
| Spanwijdte            | 13,0 m                        | 13,0 m                            | 13,0 m                        |
| Hoogte                | 4,65 m                        | 4,65 m                            | 4,65 m                        |
| Vleugeloppervlak      | 37,4 m2                       | 37,4 m2                           | 37,4 m2                       |
| Leeggewicht           | 7483 kg                       | 8077 kg                           | 7520 kg                       |
| Maximaal startgewicht | 13600 kg                      | 13500 kg                          | 12500 kg                      |
| Laadvermogen          | 3000 kg                       | 2500 kg                           | ?                             |
| Motor                 | Svenska Flygmotor RM 5A2      | Svenska Flygmotor RM 6A           | Svenska Flygmotor RM 5A2      |
| Stuwkracht            | 34 kN, 46 kN met naverbrander | 47,8 kN, 63,7 kN met naverbrander | 34 kN, 46 kN met naverbrander |
| Topsnelheid           | 1 125 km/h (mach 0,91)        | 1 125 km/h (mach 0,91)            | 1 125 km/h (mach 0,91)        |
| Vliegbereik           | 1 850 km                      | 1 850 km                          | 1 850 km                      |
| Actieradius           | 925 km                        | 1 000 km                          | 925 km                        |
| Dienstplafond         | 15 000 m                      | 14 000 m                          | 15 000 m                      |
| Klimsnelheid          | 60 m/s                        | 100 m/s                           | 60 m/s                        |

### Bewapening
De A 32A was bewapend met vier 20 mm Bofors snelvuurkanonnen. Onder de vleugels waren twaalf ophangpunten aanwezig, waaraan verschillende raketten of bommen konden worden opgehangen:
- 60 of 180 mm ongeleide Bofors lucht-grondraketten. Maximaal 24 stuks omdat ze in tweetallen onder één ophangpunt konden hangen.
- Twaalf lichte of vier zware bommen.
- Twee Saab Robot 04 (RB 04) antischeepsraketten. Robot staat voor geleid wapen.

De J 32B was bewapend met vier Britse 30 mm ADEN snelvuurkanonen en had vier ophangpunten onder de vleugels. Deze ophangpunten waren oorspronkelijk bestemd voor "pods" (containers) met 75 mm ongeleide raketten. Vanaf 1960 konden er echter ook onder licentie gebouwde AIM-9 Sidewinders (RB 24) aan worden bevestigd.

## Fotogalerij

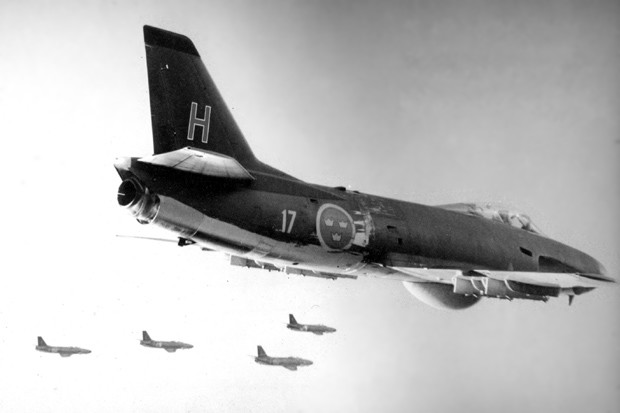
A 32A in 1960
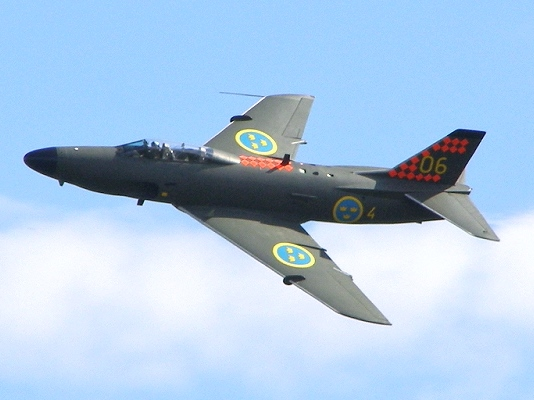
Een Lansen tijdens de Kristianstad vliegshow
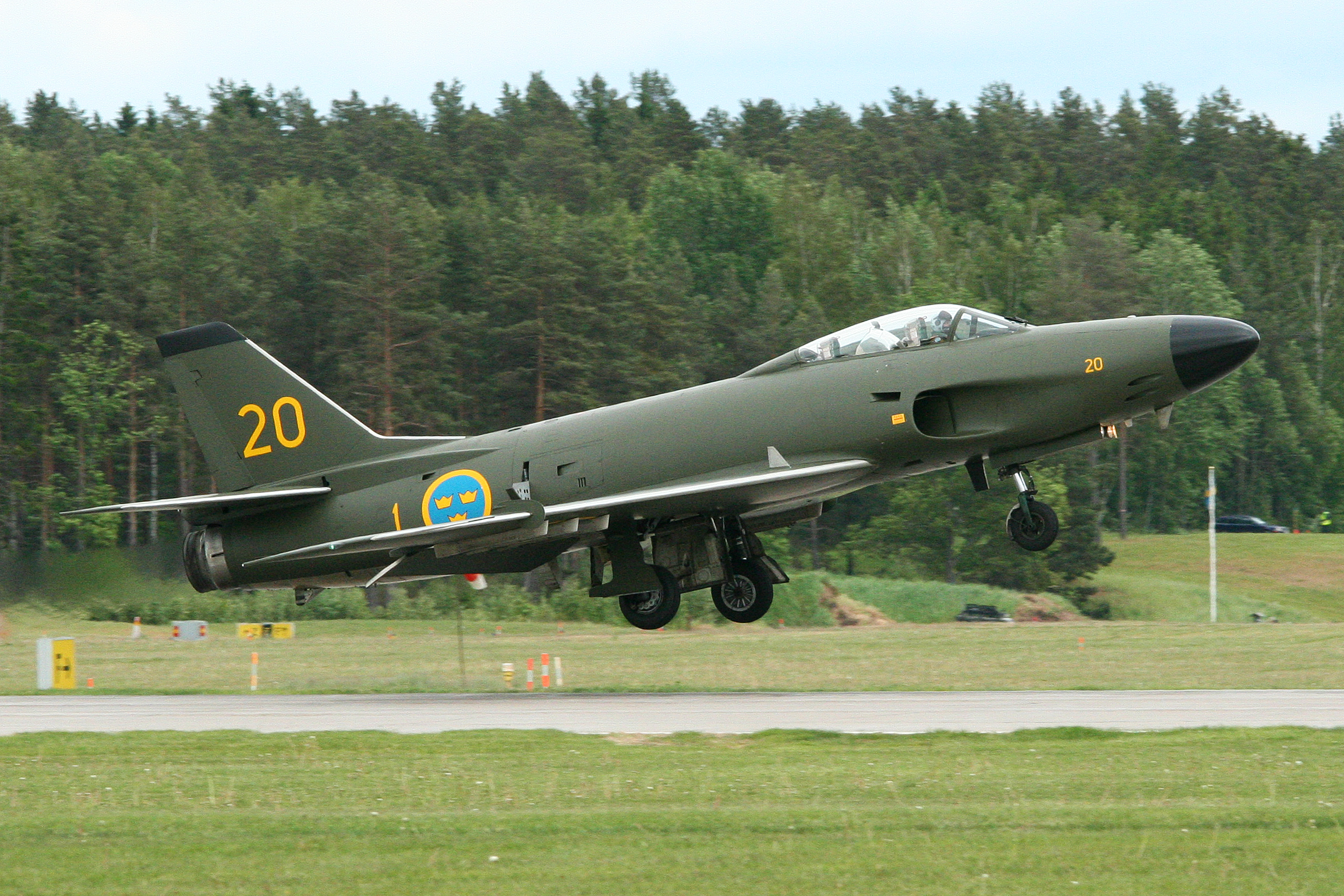
Landing van een J 32E op een vliegshow in Malmslätt
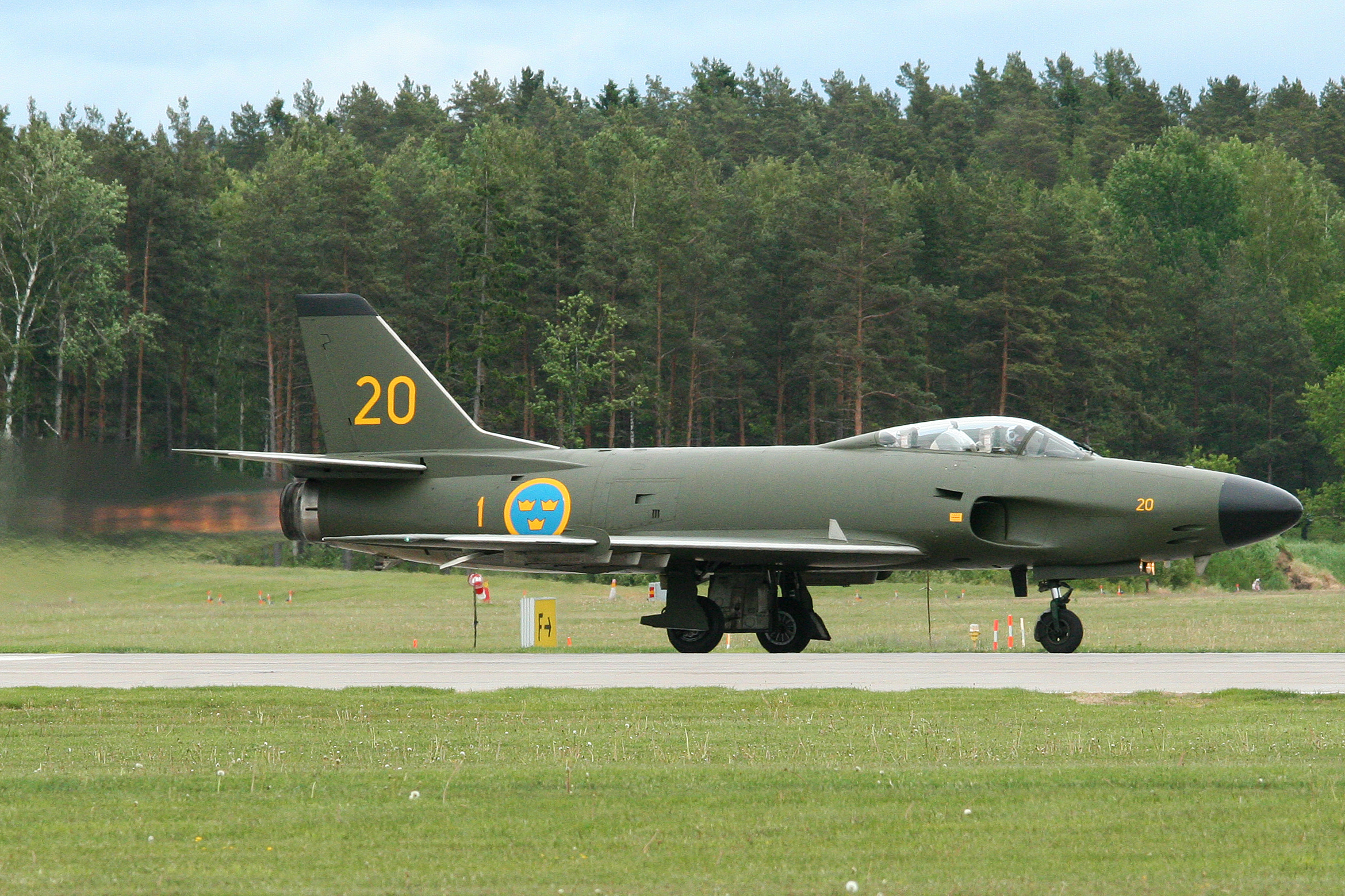
J 32 E met naverbrander
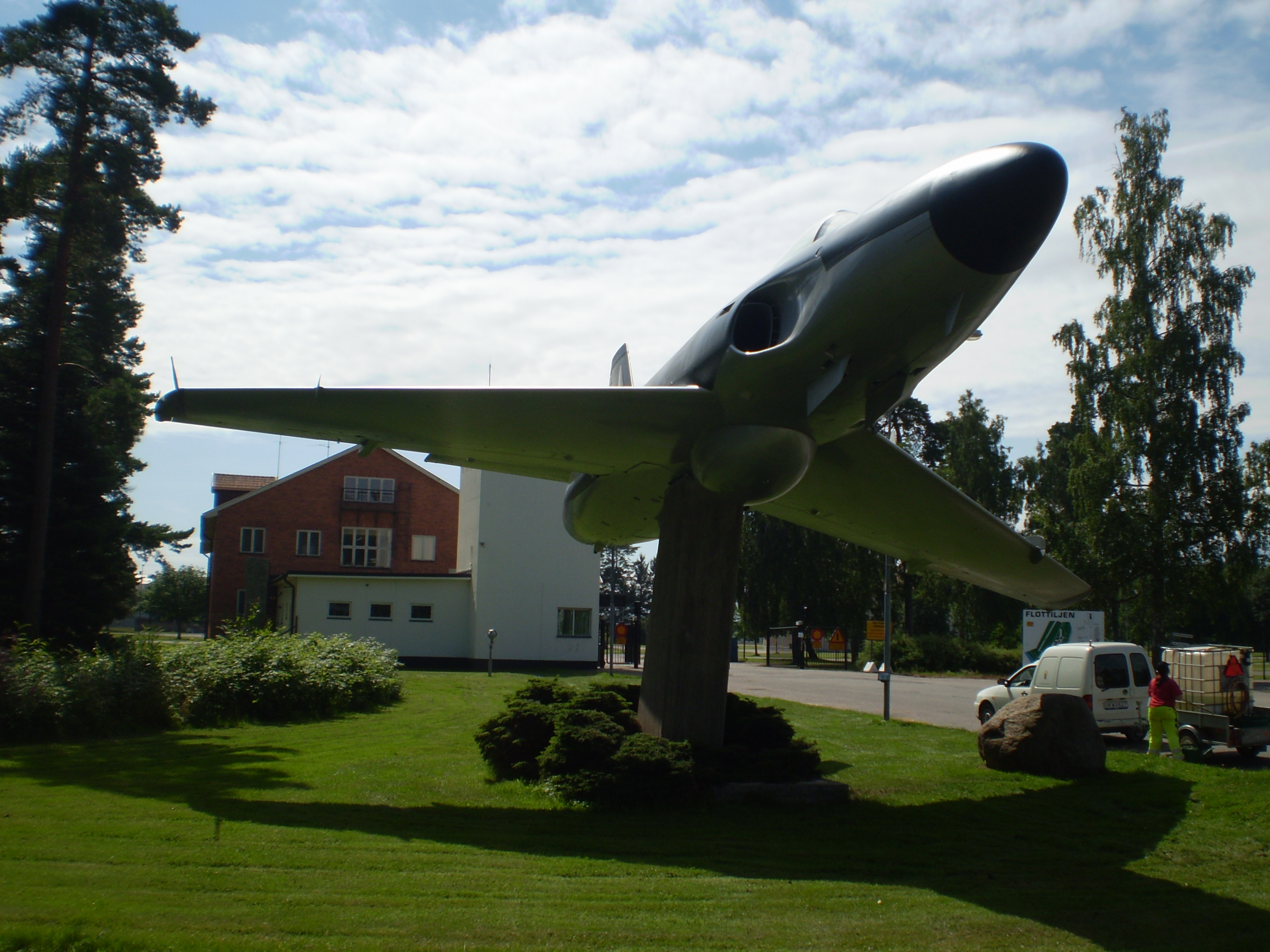
Lansen op een voetstuk in Karlsborg